# داروين ماتشيس
داروين دانييل ماتشيز ماركانو (بالإسبانية: Darwin Daniel Machís Marcano) (مواليد 7 فبراير 1993) هو لاعب كرة قدم فنزويلي ، يلعب في مراكز المهاجم الصريح والجناحين الأيمن والأيسر، ويلعب حاليًا لنادي ليغانيس الإسباني معارًا من نادي غرناطة لموسم واحد من 16 أغسطس 2016 إلى 30 يونيو 2017.

## روابط خارجية
- داروين ماتشيس على موقع الاتحاد الأوربي (الإنجليزية)
- داروين ماتشيس على موقع قاعدة بيانات كرة القدم.إي يو (الإنجليزية)
- داروين ماتشيس على موقع ناشيونال فوتبول تيمز (الإنجليزية)
- داروين ماتشيس على موقع Soccerbase.com (لاعب) (الإنجليزية)
- داروين ماتشيس على موقع Soccerway.com (الإنجليزية)
- داروين ماتشيس على موقع عالم كرة القدم.نت (الإنجليزية)
- داروين ماتشيس على موقع AS.com (الإسبانية)